# János Károly spanyol infáns
Don Juan Carlos de Borbón y Bragança (magyarosan Bourbon János Károly, teljes nevén János Károly Mária Izidor, spanyolul: Juan Carlos María Isidro; Aranjuez, Spanyol Birodalom, 1822. május 15. – Brighton, Nagy-Britannia, 1887. november 18.), a Bourbon-házból származó spanyol infáns, Montizón grófja, Don Carlos María Isidor molinai gróf és Mária Franciska portugál infánsnő fia, aki a karlisták szemében II. Izabella spanyol királynővel szemben Spanyolország királya 1861 és 1868 között III. János néven (spanyolul: Juan III), majd Franciaország címzetes királya szintén III. János néven (franciául: Jean III) 1883-tól 1887-es haláláig. Spanyol címéről liberális nézetei miatt lemondatták, a cím idősebb fiára, Don Carlos María de Borbón, Madrid grófjára szállt.

## Származása
Don Juan Carlos 1822. május 15-én született Aranjuezben, a Bourbon-ház spanyol ágának tagjaként. Apja Don Carlos María Isidor de Borbón, Molina grófja, aki IV. Károly spanyol király és Mária Lujza Bourbon–parmai hercegnő fia volt. Apai nagyapai dédszülei III. Károly spanyol király és Szászországi Mária Amália (III. Ágost lengyel király és szász választófejedelem leánya), míg apai nagyanyai dédszülei I. Fülöp parmai herceg és Franciaországi Lujza Erzsébet (XV. Lajos francia király leánya) voltak.
Édesanyja a Bragança-házból való Mária Franciska portugál infánsnő, VI. János portugál király és Spanyolországi Sarolta Johanna királyné leánya volt. Anyai nagyapai dédszülei III. Péter jure uxoris portugál király és I. Mária portugál királynő, míg anyai nagyanyai dédszülei szintén IV. Károly spanyol király és Bourbon–parmai Mária Lujza voltak. Szülei közeli rokoni kapcsolatban álltak, édesanyja egyben apja unokahúga, mivel IV. Károly spanyol király apai nagyapja és anyai nagyanyai dédapja is volt.
Juan Carlos infáns volt szülei három gyermeke közül a második. Idősebb fivére Don Carlos Luis de Borbón, Montemolin grófja, aki őelőtte V. Károly néven a karlisták szemében Spanyolország királya a címről való lemondásáig, míg fiatalabb fivére Don Fernando María de Borbón infáns volt, aki későbbi száműzetésében is vele tartott.

## Házassága és gyermekei
Felesége a Habsburg–Lotaringiai-ház Estei–Modenai ágából való Mária Beatrix főhercegnő lett. Mária Beatrix volt IV. Ferenc modenai herceg és Savoyai Mária Beatrix (I. Viktor Emánuel szárd–piemonti király leányának) gyermeke. Kettőjük házasságára 1847. február 6-án került sor Modenában. Két gyermekük született:
- Don Carlos María infáns (1848. március 30. – 1909. július 18.), Madrid grófja
- Don Alfonso Carlos infáns (1849. szeptember 12. – 1936. szeptember 29.), San Jaime hercege

A család kezdetben Modenában, majd az 1848-ban kitört forradalom elől elsőként az Osztrák Császárságba, majd Nagy-Britanniába menekült. Miután Londonban liberális nézeteket kezdett vallani, mélyen konzervatív és római katolikus hitvese 1850-ben elvált tőle, majd gyermekeikkel együtt annak fivéréhez, V. Ferenc uralkodó herceghez tért vissza Modenába. Gyermekei itt konzervatív és monarchista szellemű nevelésben részesültek.